# Abadia de Santo Spirito d'Ocre
A Abadia de Espírito Santo de Ocre (em italiano:  Monastero di Santo Spirito d'Ocre) é um mosteiro da Ordem de Cister localizada em Ocre, Abruzos, Itália.

Era a filha da Abadia de Santa Maria di Casanova.